# 伯吉斯頁岩

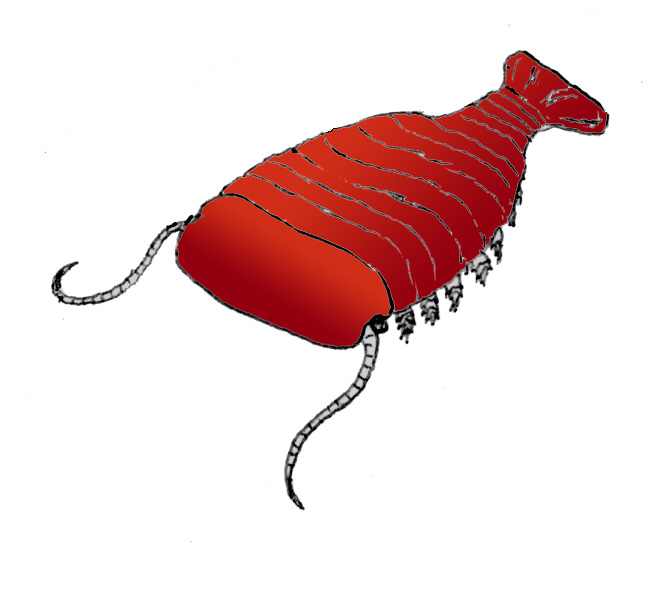
西德尼蟲（Sidneyia）

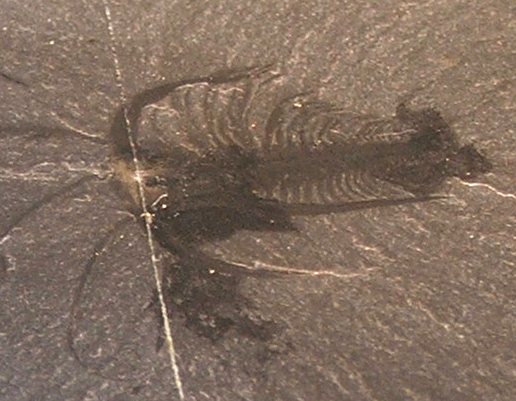
马尔拉虫，伯吉斯頁岩中最常見的生物。

伯吉斯頁岩（Burgess Shale）又譯博捷斯頁岩，位於加拿大西北的英屬哥倫比亞境內的落磯山脈。美國古生物學家查尔斯·都利特·沃尔科特於1909年首先發現。當地地質是黑色頁岩，頁岩中有成千種化石，這些化石群以保存生物軟組織聞名於世，主要分佈在幽鶴國家公園內的菲爾德，是世界上最有名的化石區之一。年代約5.05億年，相當於寒武紀中期。岩層厚度約161公尺，是目前最早的包含古生物軟組織的化石群之一。
另一个页岩露头是在库特尼国家公园南部42公里处。

## 歷史與其重要性

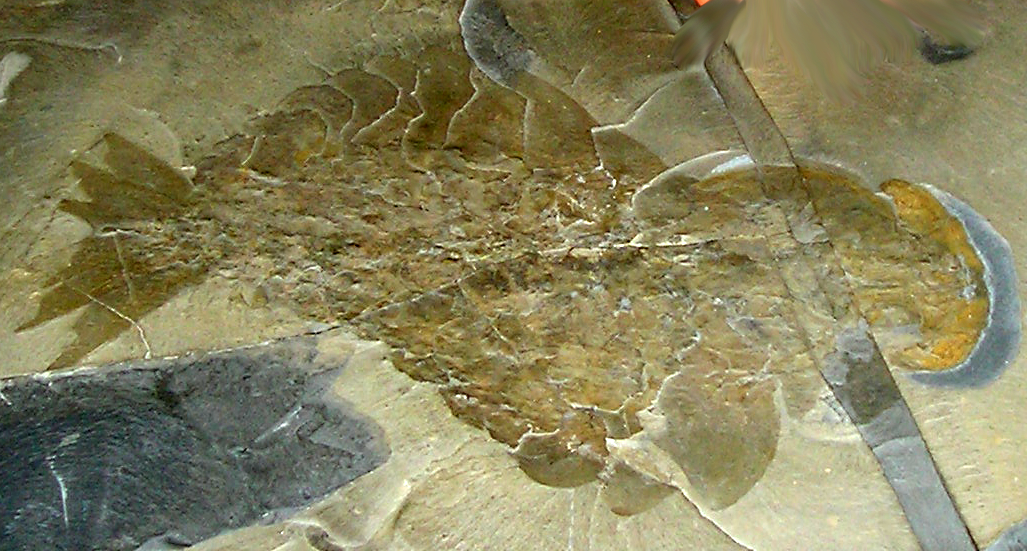
伯吉斯頁岩內發現的第一個完整的奇蝦化石

伯吉斯頁岩是在1909年被古生物學家查尔斯·都利特·沃尔科特在當季野外調查將結束的時候發現 。他在1910年時帶著他的數個兒子回到當地，在現在被稱為化石嶺（Fossil Ridge）的側面建立了採石場開挖化石。挖掘出的化石因為對生物軟組織保存良好，且所屬生物種類相當廣泛，讓沃爾科特知道這是在古生物學上重要的新發現，直到1924年他74歲為止，幾乎每年都到當地挖掘；總共發掘了65000件化石標本。描述伯吉斯頁岩的化石是相當繁重的任務，沃爾科特在發現後直到1927年去世都致力於化石研究 。沃爾科特時代主流的科學觀點是試圖將化石歸類到現存的所有生物群。直到1962年阿爾貝托·西蒙內塔（Alberto Simonetta）再次重新調查這些化石。這使得科學家們認識到，沃爾科特的工作仅仅是掀开了重大发现的帷幕，並明確表示這些古生物並不能明確歸類到現存生物群。 
在沃爾科特採石場重新開挖化石的行動是在三葉蟲專家哈利·布萊莫·惠靈頓的說服下由加拿大地質調查局進行。而一個由哈佛大學的波西·雷蒙德（Percy Raymond）在1924年建立的新採石場則位在化石嶺上高度約20公尺處 。惠靈頓與兩位幫助他的劍橋大學研究生德瑞克·布里格斯與西蒙·康威·莫里斯開始對伯吉斯頁岩進行完整的再調查，也揭露了伯吉斯動物群的演化分化比沃爾科特研究成果更廣且更特殊。確實，許多伯吉斯頁岩內的化石有令人驚訝的結構特徵，而且和其他已知生物只有少數地方相似。例如歐巴賓海蠍有5個眼睛與一個類似真空吸塵器軟管的口鼻部、Nectocaris不但有類似甲殼亞門的鰭，還有一個和外殼在一起的脊椎、怪誕蟲屬最早的復原狀態和正確狀態上下相反，被誤認為使用兩邊對稱的刺走路。
在加拿大公園局和聯合國教育、科學及文化組織確認了伯吉斯頁岩的歷史價值以後，在1970年代中期開始的政策讓採集化石變得困難。化石採集持續由皇家安大略博物館進行。該博物館的館長戴斯蒙·柯林斯是無脊椎古生物學的專家，他確定了許多新增的露頭，這些露頭在地層中的位置比沃爾科特採石場的地層位置高或低。這些地方持續以比科學家研究更快的速度發現新的物種。
史蒂芬·古爾德的書《奇妙的生命》於1989年出版，使伯吉斯頁岩受到一般大眾注意。古爾德認為化石的大幅分化顯示當時的生命形式分化幅度比現在分更大，而許多獨特的後裔是滅絕的演化嘗試。古爾德對寒武紀動物群的研究相當依賴西蒙·康威·莫里斯對沃爾科特的出版物重新研究的結果。但莫里斯強烈反對古爾德的結論，莫里斯認為幾乎所有的寒武紀動物群可以被分類在現代生物的門之下。

## 地質狀態

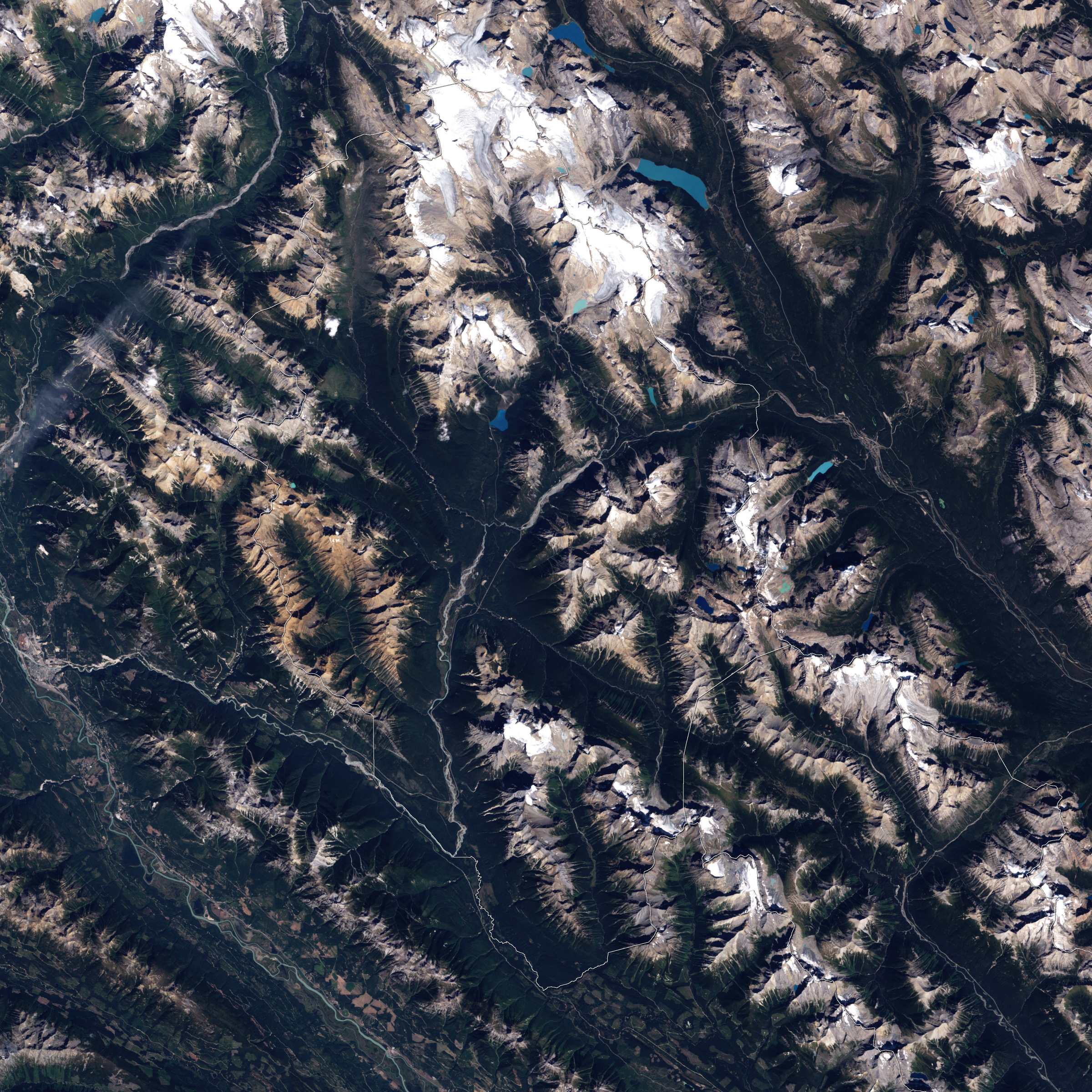
伯吉斯頁岩區域衛星影像

伯吉斯頁岩富含化石的沉積物與史蒂芬地層相關。這個地層是一系列細小的暗色石灰質泥岩層，年齡約5.05億年；地層的底部是位於一個高約160公尺的懸崖底部，這個位置遠低於暴風雨引起的強烈海浪。這個垂直的懸崖是和可能在伯吉斯頁岩之前短時間內形成的Cathedral Formation的石灰質珊瑚礁層組成。地層的詳細形成機制目前仍不清楚，但最被廣為接受的假說是在Cathedral Formation的珊瑚礁邊緣和珊瑚礁其他部分分離後下落與被運送到最遠在珊瑚礁邊緣數公里以外的距離，之後斷層在約5.09億年前活動使地層分離。這可能留下一個底部被保護的陡峭懸崖，因為Cathedral Formation的石灰岩是難以被來自板塊的減壓壓縮的。這樣的保護作用進一步解釋了為什麼Cathedral Formation無法保存化石，因為板塊壓縮岩層產生垂直切割使岩石破裂，造成化石被垂直切割。沃爾科特採石場發現了這些特殊化時是因為這些地區靠近史蒂芬地層，該採石場確實挖掘到非常接近寒武紀時代的懸崖邊緣處。
原始的想法中伯吉斯頁岩是在缺氧環境中沉積，但持續的研究顯示在沉積物中氧一直存在。以前認為缺氧環境不只是保存剛死亡的生物使避免腐爛，也可產生適合保存生物軟組織的化學環境。此外，洞穴生物大量減少。動物產生的洞穴和足跡包含動物軟組織雖然被發現，但卻是稀有的，且一般來說垂直延伸的程度有限。鹽水滲透是另一個假說，請參見伯吉斯頁岩保存形式。

## 地層學

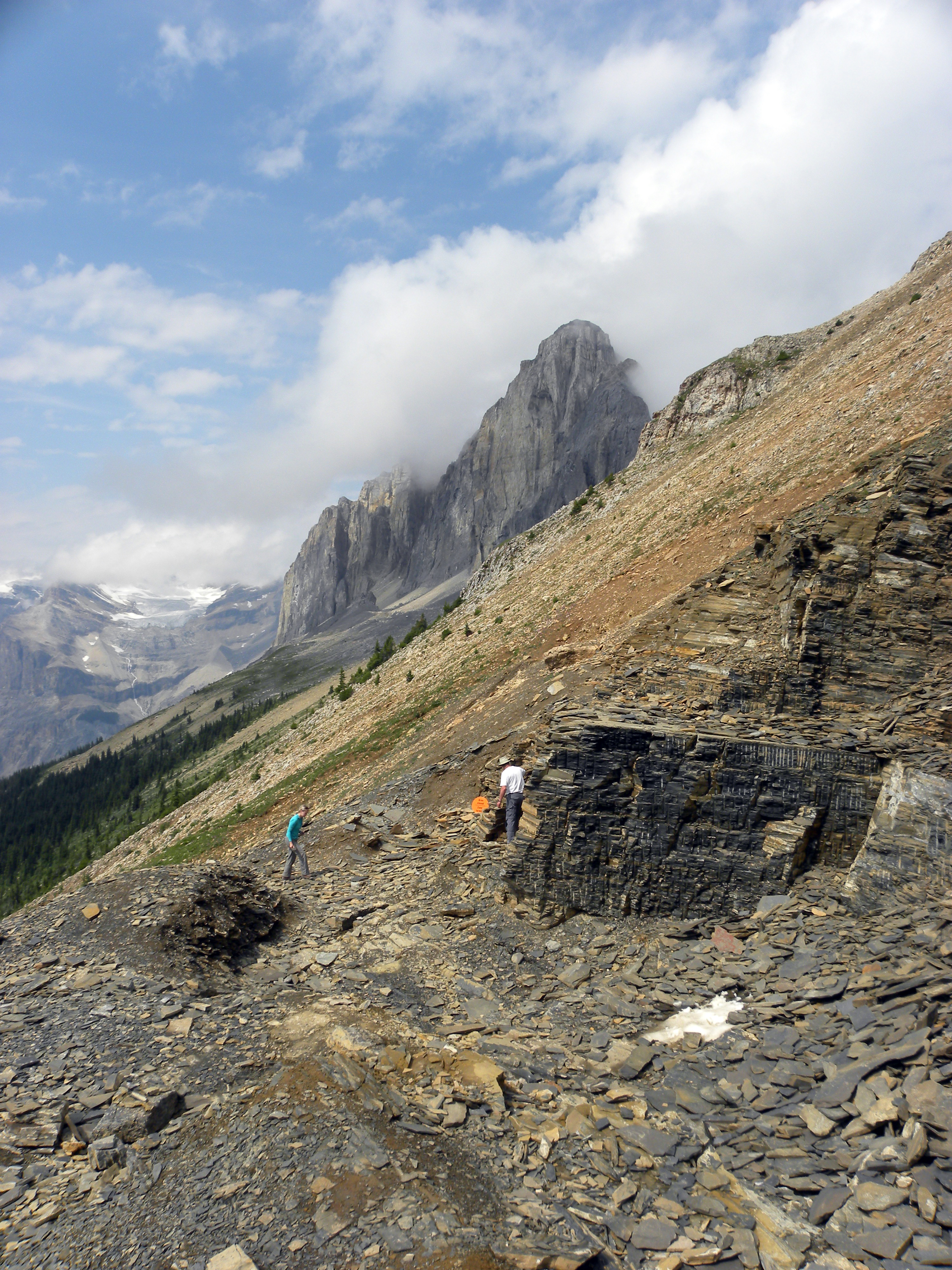
伯吉斯頁岩在沃爾科特採石場（Walcott Quarry）出露沃爾科特採石場頁岩段

伯吉斯頁岩地層是由10個地層中的段組成的，最有名的是沃爾科特採石場頁岩段，該段包含了大規模的葉足層（Phyllopod bed）。

## 埋藏學與成岩作用
請協助擴充此章節
目前世界上有許多年代與伯吉斯頁岩相近的拉戈斯塔特地層，而在寒武紀的年代組合比其他年代要多。這是因為生物挖掘洞穴的活動在範圍上是受到限制的。因為這種生物擾動作用在整個寒武紀開始逐漸普遍（寒武紀底質革命），保存生物軟組織的環境逐漸稀少。（前寒武紀的動物化石紀錄相當稀少且不明顯。）

## 生物群
伯吉斯頁岩的生物群是典型的中寒武紀沉積。雖然寒武紀有堅硬外殼的生物只佔了約14%，但這些硬殼生物也在其他類似的寒武紀地層中被發現佔了類似比例。這表示沒有理由宣稱沒有堅硬外殼的生物是特例，事實上有許多其他年代的拉戈斯塔特地層也發現了無堅硬外殼的生物。
伯吉斯頁岩的生物群種類相當多樣。可自由游泳的生物相對稀少，主要是底棲性生物（深海的）；可以是在海中漂流或固定在海床。大約三分之二的伯吉斯頁岩生物是靠著海底沉積物中的有機物質為食，其他三分之一幾乎都是從水中濾出細小物質為食。掠食性動物或腐食性動物在10%以下。即使掠食性動物或腐食性動物體積較大，各種不同食性的生物數量維持一個平衡的比例。

## 延伸閱讀
- Gould, Stephen Jay & Conway Morris, Simon. Debating the significance of the Burgess Shale: Simon Conway Morris & Stephen Jay Gould. . Natural History magazine: 48–55.   [2010-08-19]. （原始内容存档于2010-12-10）.
- Conway Morris, Simon. The Crucible of Creation: The Burgess Shale and the Rise of Animals, Oxford University Press, Oxford, 1998 (paperback 1999) ISBN 0-19-850197-8 (hbk), ISBN 0-19-286202-2 (pbk)
- Fortey, Richard. Trilobite: Eyewitness to Evolution, Flamingo, 2001. ISBN 0-00-655138-6
- Gould, Stephen Jay. Wonderful Life: Burgess Shale and the Nature of History, Vintage, 2000. ISBN 0-09-927345-4
- Briggs, D. E. G.; Erwin,  Douglas H. & Collier, Frederick J. The Fossils of the Burgess Shale, Smithsonian, 1994. ISBN 1-56098-364-7

## 外部連結
- The Burgess Shale Geoscience Foundation （页面存档备份，存于） — official website
- The Burgess Shale — Evolution's Big Bang — Burke Museum of Natural History and Culture
- Burgess Shale Fossils
- The Cambrian Explosion （页面存档备份，存于） — BBC Radio 4 broadcast, In Our Time, 17 February 2005, hosted by Melvyn Bragg (includes links to resource pages)
- Paleobiology Database The Burgess Shale (skeletonized fauna), Stephen Fm., British Columbia, Canada: St Davids, British Columbia （页面存档备份，存于）
- Paleobiology Database Hanburia gloriosa, Phyllopod Bed, Burgess Shale, Canada — Whittington 1998: St Davids — Merioneth, British Columbia  （页面存档备份，存于）
- Smithsonian Museum
- Species index from the Smithsonian Institution